# Wilhelm Lotz (Architekt)
Wilhelm Lotz (* 26. November 1829 in Kassel; † 27. Juli 1879 in Düsseldorf) war ein deutscher Architekt und Kunsthistoriker.
Lotz arbeitete anfangs als Architekt. Als Kunsthistoriker wurde er durch seine Kunst-Topographie Deutschlands bekannt. Er bearbeitete hessische Kunstdenkmälerinventare und erhielt 1872 eine Professorenstelle an der Kunstakademie Düsseldorf.

## Leben
Wilhelm Lotz wurde 1829 in Kassel als zweiter Sohn des Regierungsrates Philipp Friedrich Karl Lotz (1784–1863) geboren und zog mit seinen Eltern und seinem älteren Bruder Franz 1835 nach Hanau. Hier besuchte Lotz von 1841 bis 1846 das Gymnasium, erhielt zugleich Zeichenunterricht an der Kunstakademie und zeigte Neigung für Landschaftszeichnungen nach der Natur. Von 1846 bis 1848 besuchte er die Höhere Gewerbeschule Kassel in Kassel. Ein Studium der Mathematik und Naturwissenschaften, besonders der Chemie, führte ihn 1848 bis 1850 zunächst nach Marburg, anschließend für ein Jahr nach Berlin. Nachdem er 1851 die Prüfung zum Realschullehrer in Kassel bestanden hatte, war er für ein Jahr probehalber als Lehrkraft an der Höheren Gewerbeschule Kassel tätig, besuchte aber an derselben Schule auch den Unterricht seines Kollegen Georg Gottlob Ungewitter. Trotzdem folgte er zunächst seiner Neigung zur Chemie, ging im Herbst 1852 an die Universität Heidelberg zum Chemiestudium, wurde 1853 Assistent im Labor von Robert Wilhelm Bunsen, den er als Kollegen von der Kasseler Gewerbeschule kannte, und wurde 1854 zum Dr. phil. promoviert. Nicht näher bekannte Leiden und der ärztliche Rat, nicht in chemischen Laboren zu arbeiten, ließen ihn von 1856 bis 1857 erneut Lehrer an einer Gewerbeschule werden, diesmal in Bremen, worauf er von 1857 bis 1862 an der Höheren Gewerbeschule Kassel Bauwissenschaft/Architektur, besonders bei Ungewitter, studierte, der ihn im Entwerfen von Bauwerken anleitete und für dessen Büro er 1862 bis 1863 mehrere Entwürfe und Zeichnungen fertigte, u. a. für Kassel zu dem Haus Bahnhofstraße 22 (heute Werner-Hilpert-Straße).
Eine heute vor allem in der kunstgeschichtlichen Forschung geschätzte Publikation ist Lotz’ „Statistik der Deutschen Kunst“, an der er vermutlich seit 1857 arbeitete und die 1862 und 1863 in zwei Bänden erschien. In seinem Nachruf der Deutschen Bauzeitung lautete das positive Urteil: Das zweibändige Werk „ist bewundernswerth wegen des großen Fleißes, mit welchem er eine kolossale Menge meist zuverlässiger Nachrichten in übersichtlichster Weise zusammengetragen hat, ist ein unentbehrliches Nachschlagebuch für Alle, welche sich mit der Kunstgeschichte des Mittelalters beschäftigen und hat den Namen seines Verfassers schnell populär gemacht.“ Daneben veröffentlichte Lotz kleinere, heute kaum bekannte Aufsätze.
In den Jahren 1863 und 1864 war er Bauführer bei dem in Hannover tätigen Architekten Adelbert Hotzen während des 1863 bis 1867 durchgeführten Wiederaufbaus der Stiftskirche St. Materniani et St. Nicolai in Bücken. Dann wurde er Angestellter der Universitätsbibliothek Marburg, wo er zeitnah den Auftrag zu Entwürfen für ein neues Gymnasialgebäude erhielt, das er von 1865 bis 1867 auch errichtete. Daneben leitete er auch kleinere Baumaßnahmen. In den Folgejahren bearbeitete er in zusammen mit Heinrich von Dehn-Rotfelser das 1870 publizierte Inventar der „Baudenkmäler im Regierungsbezirke Cassel“, darauf unter der Herausgeberschaft Friedrich Schneiders von 1873 bis 1876 das 1880 veröffentlichte Inventar der „Baudenkmäler im Regierungsbezirk Wiesbaden“. Das Denkmalsinventar des preußischen Regierungsbezirks Kassel steht am Anfang der systematischen Inventarisierung der Bau- und Kunstdenkmale in Deutschland.
Seine Laufbahn als Architekt verfolgte er währenddessen weiter, indem er 1871 seine Prüfung als preußischer Baumeister bestand und 1872 als Professor für Architektur und Sekretär an die Düsseldorfer Kunstakademie berufen wurde, wo er eine angemessene und ihn befriedigende Tätigkeit fand. In den August des Jahres 1872 fällt auch seine Hochzeit mit einer Tochter des Obermedizinalrates Dr. Mangold aus Kassel. Einer seiner jüngsten Schüler an der Akademie war zwischen 1876 und 1878 der spätere Architekt Hermann vom Endt und 1874 der damals 16 Jahre alte Bruno Schmitz, der später als Architekt durch großformatige Denkmalbauten weltweit Anerkennung erlangte.
An der Düsseldorfer Akademie wirkte er allerdings nur wenige Jahre bis zu seinem plötzlichen Tod im noch nicht vollendeten 50. Lebensjahr. Zu dieser Zeit arbeitete er bereits seit Jahren anhand von Nachträgen an einer Neuauflage seiner „Statistik der Deutschen Kunst“, die in vier Bänden erscheinen sollte. Die „Bauklasse“ an der Kunstakademie Düsseldorf übernahm 1880 der Architekt Adolf Schill.

## Schriften
- Chemische Untersuchungen über die wolframsauren Salze. Diss. phil. Marburg, 1854.
- Die Abtei Walkenried. Mit Kupferstichen und Holzschnitten. In: (v. Quast und Otte): Zeitschrift für christliche Archäologie und Kunst, II, 1858, S. 193–204 und Tf. 13.
- Meister Heinrich von Hesserode. Beitrag zur hessischen Kunstgeschichte. In: Anzeiger für Kunde der deutschen Vorzeit, 1858, Sp. 371ff.
- Die Stiftskirche zu Hersfeld. Mit einer Tafel Abbildungen. In: Correspondenzblatt des Gesamt-Vereins der deutschen Geschichts-Vereine, VI (1858), S. 115ff.
- Ueber die zweischiffigen Kirchen. In: Correspondenzblatt des Gesamt-Vereins der deutschen Geschichts-Vereine, VII (1859), S. 37ff.
- Kunst-Topographie Deutschlands. Statistik der deutschen Kunst des Mittelalters und des 16. Jahrhunderts mit spezieller Angabe der Literatur. 2 Bde., Cassel, Fischer, 1862–1863 (1. Aufl.), (Digitalisat); 1867 (2. Aufl.), (Digitalisat)
- Über die gothische Baukunst, ihre Entstehung und ihre Bedeutung für unsere Zeit. In: Christliches Kunstblatt, hrsg. von Grüneisen, Schnaase, Schnorr, 1868, Nr. 10–12.
- Inventarium der Baudenkmäler im Königreiche Preussen. Die Baudenkmäler im Regierungsbezirk Cassel, mit Benutzung amtlicher Aufzeichnungen beschrieben und in topographisch-alphab. Reihenfolge. Hrsg. v. Heinrich von Dehn-Rotfelser und Wilhelm Lotz, Kassel, Verein für Hessische Geschichte und Landeskunde Kassel, 1870; XVI, 373, 32 S. – Handexemplar von Ludwig Bickell (HStAM Bestand M 108 Nr. 199)
- Die Baudenkmäler im Regierungsbezirk Wiesbaden. Lotz, Wilhelm; Schneider, Friedrich, Berlin; Ernst & Korn; 1880; XV, 567 S.